# On va s'aimer un peu, beaucoup...
On va s'aimer un peu, beaucoup... est une série télévisée française créée par Emmanuelle Rey-Magnan et Pascal Fontanille, diffusée du 29 novembre 2017 au 16 janvier 2019 sur France 2.

## Synopsis
Astrid Lartigues et Sofia Lorenzi sont associées dans un cabinet d'avocats lyonnais spécialisé dans le droit de la famille. À leurs côtés travaille également Audrey Lartigues, la fille d'Astrid, également avocate et mère de deux enfants. On suit les trois avocates dans les cas qu'elles défendent mais aussi dans leur vie privée.

## Fiche technique
Sauf indication contraire, les informations mentionnées dans cette section peuvent être confirmées par les bases de données cinématographiques IMDb et Allociné,  présentes dans la section « Liens externes ».
- Créateurs : Emmanuelle Rey-Magnan et Pascal Fontanille
- Direction artistique : Pascal Fontanille, avec la participation d'Emmanuelle Rey-Magnan
- Scénario : Emmanuelle Rey-Magnan, Pascal Fontanille et Marie Vinoy
- Réalisation : Julien Zidi, Stéphane Malhuret
- Musique originale : Fabien Nataf
- Production : Rose Brandford Griffith, Pascal Fontanille et François Aramburu
- Directeur de Production : Stephane Bourgine
- Société de production : Merlin Productions et Fontaram Productions, en coproduction avec France Télévisions, avec la participation de TV5 Monde et le soutien de la Région Auvergne-Rhône-Alpes
- Genre : série judiciaire, comédie dramatique
- Durée : 52 minutes

## Distribution
Sauf indication contraire, les informations mentionnées dans cette section peuvent être confirmées par les bases de données cinématographiques IMDb et Allociné,  présentes dans la section « Liens externes ».

### Acteurs principaux
- Catherine Marchal : Me Astrid Lartigues
- Ophélia Kolb : Me Audrey Lartigues
- Charlotte des Georges : Me Sofia Lorenzi
- Clémentine Justine : Roxane
- Lionel Erdogan : Paul
- Samir Boitard : Éric Leroy
- Joseph Malerba : Alexandre Rotivel
- Moïse Santamaria : Mehdi Kechiouche
- Guilaine Londez : Colette
- Joanna Tixier : Amal
- Jacques Chambon : Jean-Jacques
- Jink : Lady

### Acteurs secondaires
Saison 1
- Jean-Baptiste Shelmerdine : Dorian
- Nadège Beausson-Diagne : Fatou N'Diaye
- Rémi Bichet : Fabien
- Élizabeth Bourgine : Isabelle Favier
- Jean-Yves Berteloot : Pierre Favier
- Nicole Ferroni : Graziella
- Gil Alma : Michaël
- David Kammenos : Lazlo Lévêque
- Yann Sundberg : Stéphane Albertini
- Audrey Bastien : Garance
- Guy Lecluyse : Régis Masson
- Yaniss Lespert : Romain Chartier
- Sara Mortensen : Kim Rufo
- Renaud Leymans : Ludovic Fabre
- Laurent Olmedo : Maître Frédéric Blondieu
- Luis Rego : Jacques Mercier

Saison 2
- Nicole Ferroni : Graziella
- Gil Alma : Michaël
- Anne Loiret : Nathalie Vialatte
- Carlo Brandt : Charles Vialatte
- Fatima Adoum : Reem Kazam
- Franck Adrien : le président du tribunal
- Agustín Galiana : Federico Lorca
- Nadia Roz : la juge Tardieu
- Julie Debazac : Céline Jauffrin
- Fabrice Deville : Richard Markowitz
- Elsa Lunghini : Diane Bianchi
- Cartman : Benoît Le Goff
- Stéphane Metzger : M. Versini
- Christelle Reboul : Juliette
- Ben : Fabrice
- Carole Richert : Marianne Lemarchand
- Éric Savin : Benoît Lemarchand
- Laurent Olmedo : Maître Frédéric Blondieu
- Sophie Le Tellier : Claire Rougemont
- Gabrielle Atger : Émilie Brunet
- Maxence Pupillo : Théo

## Production

### Titre
Dans une interview au Soir, Catherine Marchal explique que « le titre est un peu désuet mais cela correspond aussi à l’état d'esprit de cette fiction. Elle est un peu décalée. »

### Inspiration
Les auteurs, Emmanuelle Rey-Magnan et Pascal Fontanille, qui sont à l'origine notamment de la série Clem et de la mini-série La Prophétie d'Avignon, ont travaillé avec des avocats et se sont inspirés de cas réels.

## Épisodes

### Saison 1 (2017)
1. Rose
2. Fatou
3. Esteban
4. Romain
5. Stéphane
6. Lazlo
7. Sofia
8. Ryan

### Saison 2 (2019)
Une deuxième saison a été tournée à partir du 10 novembre 2017 et diffusée du 2 au 16 janvier 2019.
1. Tom
2. Émilie
3. Nathalie
4. Federico
5. Antoine
6. Emma
7. Marianne
8. Audrey

## Audience
La moyenne est à 3,5 millions de téléspectateurs pour cette série.[réf. nécessaire]

## Accueil critique
Le magazine belge Moustique qualifie la série de mélange entre Dix pour cent et Lebowitz contre Lebowitz et y voit des similitudes avec Dix pour cent : « structure, décors — et même représentation (le rôle d'assistante/réceptionniste devient-il la niche pour les jeunes comédiennes métisses ?) — et une mise en place hachée ». Le Soir trouve la série « savoureuse, touchante et drôle ». Alors que La Libre Belgique la trouve « pétillante », estimant que « le casting est la première qualité de cette série bourrée de charme » et qu'« on se régale face à une vraie troupe de comédiennes, excellentes des premiers aux seconds rôles ». Pour Télépro, « cette série s'impose grâce à des dialogues plutôt cocasses, une galerie de personnages attachants et une réalisation soutenue ». Lors de l'entame de la saison 2, Moustique se veut plus critique lui reprochant de ne pas « vraiment asseoir son identité » même s'il lui reconnaît « une certaine fraîcheur et modernité dans la manière d'aborder les sujets de société et un trio féminin attachant ».

## Récompenses
- 2018 : laurier série aux Lauriers de la radio et de la télévision[6]